# Calamaris
Calamaris ist ein Analyseprogramm für Logdateien, die von Internet-Proxy-Servern erstellt werden. Diese Auswertung wird beim Betrieb solcher Server benötigt, um auftretende Lasten abschätzen und deren Ursachen analysieren zu können.

## Auswertung von Proxy-Logdateien
Der Zugriff auf das Internet erfolgt oft über einen Internet-Proxy-Server bei einem Internet-Service-Provider. Dieser (Proxy-)Server protokolliert alle Zugriffe in einer Logdatei.
Abhängig von der Anmeldung am jeweiligen Server, stehen in dieser Logdatei unter anderem die IP-Adresse des Clients oder das Login des Benutzers, der Zeitpunkt und die URL des Login und des Logout sowie weitere Daten.
Durch die sehr große anfallende Menge der enthaltenen Daten ist eine manuelle Auswertung per Sicht nicht möglich, deshalb zieht man dazu spezielle Programme heran, die das automatisch durchführen.
Da jeder Softwarehersteller sein eigenes Format für Logdateien verwendet, muss das Analyseprogramm eine gewisse Flexibilität aufweisen, um mit den verschiedenen Formaten umgehen zu können. Eines dieser Programme ist Calamaris.
Calamaris wurde in Perl geschrieben, unterliegt der GPL und ist in der Lage, Logdateien folgender Produkte zu analysieren:

### Unterstützte Logdateiformate
- Squid Proxy Server
- BlueCoat Proxy Server
- NetCache Proxy
- Inktomi Traffic Server
- Oops! proxy server
- Novell Internet Caching System
- Compaq Tasksmart
- Cisco Content Engines
- Netscape/iPlanet/SunONE Web Proxy Server
- ELFF (extended log file format)

### Calamaris-Statistiken
Die aus der Calamaris-Analyse resultierenden Statistiken geben Auskunft über Auslastung, Maximalwerte und Leistungsfähigkeit der Proxy-Servers. Calamaris ist in der Lage, die Statistiken als Plaintext (Klartext) oder als HTML-Bericht darzustellen. Folgende Statistiken werden erstellt:
- Spitzenlast-BerichtBeispiel: 'Performance in 1 day steps'

Beispiel: 'Performance in 1 day steps'

- Request-Methoden-Bericht (ICP_QUERY, GET, HEAD, …)
- Status-Bericht über einkommende UDP-Anfragen
- Status-Bericht über einkommende TCP-Anfragen
- Status-Bericht über ausgehende Verbindungen
- Status-Bericht für Neighbor-Caches
- Bericht über angefragte Second- oder Third-Level-Domains
- Bericht über angefragte Top-Level-Domains
- Protokoll-Bericht (http, gopher, ftp, …)
- Bericht über angefragte Content-Types
- Bericht über angefragte Datei-Extensionen
- Bericht über einkommende UDP-Anfragen per Host
- Bericht über einkommende TCP-Anfragen per Host
- Bericht über die Verteilung der angefragten Objekte nach Größe
- Bericht über die Performance in definierten Zeitschritten
- Bericht über die Verteilung der Laufzeiten (nur in V2.99.4.0)
- Bericht über die Verteilung der HTTP-Fehlercodes (nur in V2.99.4.0)
- Erweiterter Bericht über die Datei-Extensionen (nur in V2.99.4.0)
- Mehr Informationen in allen weiteren Berichten (nur V2.99.4.0)

Durch diese Berichte lässt sich unter anderem verfolgen, welcher Benutzer wie lange angemeldet war, und was er in dieser Zeit getan hat.
Auszug aus der man-page (PRIVACY):
```
      Calamaris can be (mis-)used to track what users are requesting.
      So please read the following and think about it, before using Calamaris to be the Big Brother.
      -      If you don’t trust your users than there is something more wrong than the loss of productiv-
             ity.
      -      Squid has some nice acl-mechanisms. If you think that your users donât use the net properly,
             don’t let them use it. (You can also open the net at specific times or to specific sites, if
             you want.)
      -      If you still want to use Calamaris that way, let your users know, that they’ll be moni-
             tored. (in Germany you have to let them know!)
```